# Ciclone Edzani
O ciclone tropical muito intenso Edzani (designação do JTWC: 07S, conhecido simplesmente como ciclone Edzani) foi o ciclone tropical mais intenso no Oceano Índico Sudoeste desde o ciclone Juliet, na temporada de 2004-2005. Sendo o terceiro sistema tropical da temporada de ciclones na região da Austrália de 2009-2010, o oitavo sistema tropical, a quinta tempestade tropical dotada de nome e o primeiro ciclone tropical muito intenso da temporada de ciclones no Índico Sudoeste de 2009-2010, Edzani formou-se como uma baixa tropical, sendo monitorada inicialmente pelo Centro de Aviso de Ciclone Tropical (CACT) de Perth, Austrália, em 1 de janeiro. No entanto, somente em 4 de janeiro o sistema começou a mostrar sinais de organização, já na área de responsabilidade do Centro Meteorológico Regional Especializado (CMRE) de Reunião. Em 6 de janeiro, o ciclone tornou-se uma tempestade tropical moderada, e rapidamente se intensificou desde então. Durante a tarde de 8 de janeiro, Edzani tornou-se um ciclone tropical muito intenso, segundo o CMRE de Reunião, tornando-se o ciclone tropical mais intenso no Índico Sudoeste desde o ciclone Juliet em 2005.
A partir de então, Edzani começou a se enfraquecer gradualmente assim que as condições meteorológicas ficaram mais desfavoráveis. Edzani deixou de ser um ciclone tropical muito intenso ainda em 9 de janeiro, e se enfraqueceu para uma tempestade tropical severa em 11 de janeiro. Já bastante ao sul, Edzani começou a se tornar um ciclone extratropical, e o CMRE de Reunião emitiu seu aviso final sobre o sistema em 12 de janeiro.
Como Edzani não ameaçou ou atingiu regiões costeiras, nenhum alerta ou aviso de ciclone ou tempestade tropical foi necessário. Pelo mesmo motivo, Edzani não causou qualquer impacto à sociedade humana.

## História meteorológica

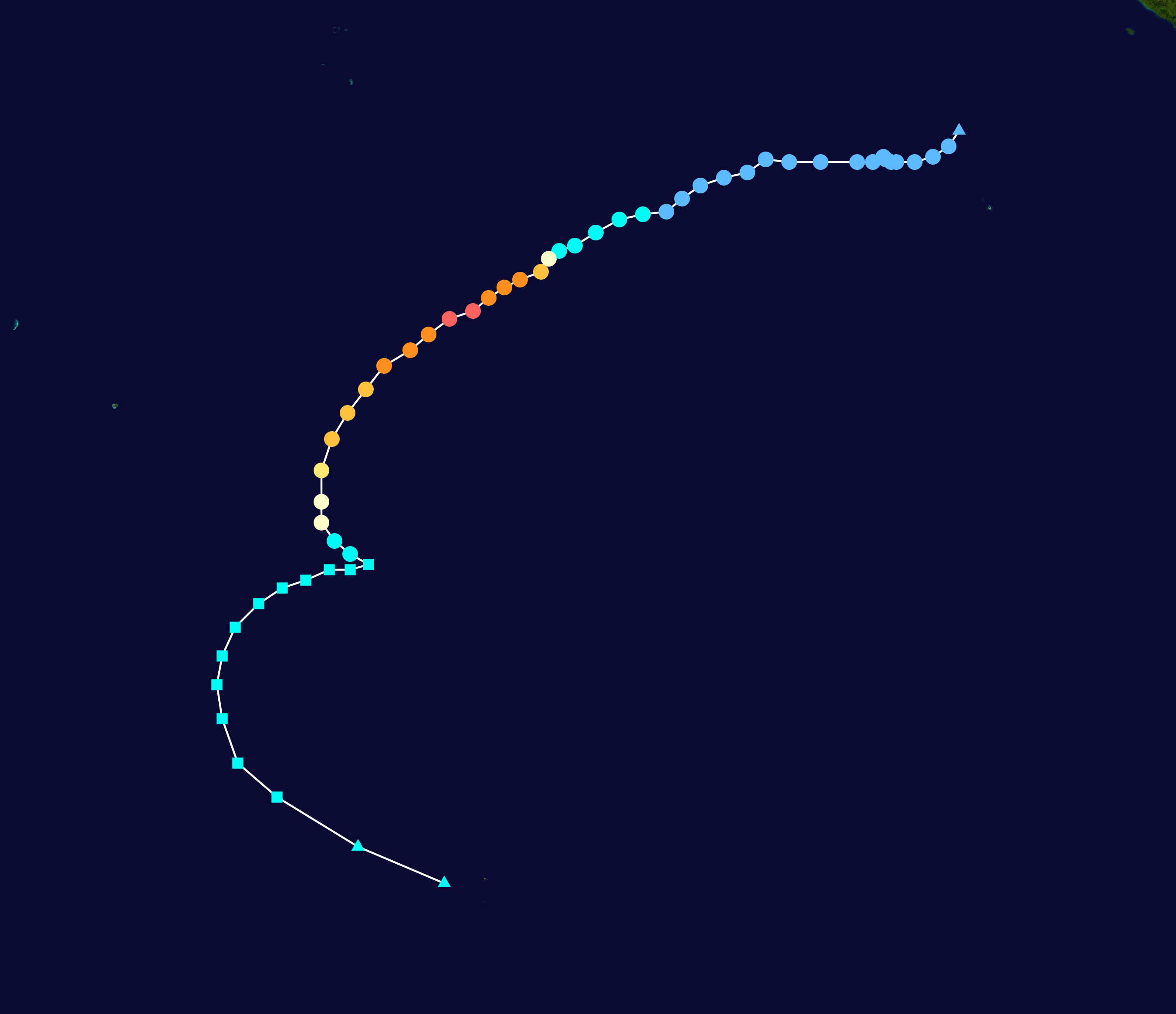
O caminho de Edzani

O ciclone Edzani formou-se de uma área de perturbações meteorológicas que começou a mostrar sinais de organização em 1 de janeiro de 2010, a cerca de 360 km a norte-noroeste das Ilhas Cocos (Keeling). Inicialmente, o sistema se consistia de uma ampla circulação ciclônica de baixos níveis dotada de várias áreas fragmentadas de convecção profunda. Bandas de tempestade estavam começando a se formar em associação ao sistema, que estava numa área com condições meteorológicas favoráveis, como baixo cisalhamento do vento e bons fluxos de saída de altos níveis. Horas mais tarde, o Centro de Aviso de Ciclone Tropical de Perth, Austrália, subordinada ao Bureau of Meteorology, a agência de meteorologia australiana e designada pela Organização Meteorológica Mundial para a monitoração de ciclones tropicais dentro de uma faixa específica do Oceano Índico Sudeste, classificou o sistema para a baixa tropical "03U" na escala australiana, intensidade equivalente a uma depressão tropical. Ainda naquela noite, o sistema começou a se consolidar, mostrando sinais de intensificação. No início da madrugada (UTC) de 2 de janeiro, o sistema já estava suficientemente organizado para que o Joint Typhoon Warning Center (JTWC) emitisse um Alerta de Formação de Ciclone Tropical (AFCT) sobre o sistema, que significava que a perturbação poderia se tornar um ciclone tropical significativo dentro de um período de 12 a 24 horas. No entanto, as previsões não foram confirmadas, embora a perturbação tivesse se mantido estável. Com isso, o JTWC reemitiu o AFCT com validade para 3 de janeiro. Porém, a perturbação sucumbiu com o aumento do cisalhamento do vento, que removeu as áreas de convecção profunda para o quadrante oeste do ciclone, deixando o centro da circulação livre de nuvens. Com isso, a perturbação se desorganizou e o JTWC teve que cancelar o AFCT em 4 de janeiro.
No mesmo dia, o CACT de Perth deixou de monitorar a baixa tropical assim que o sistema deixou a sua área de responsabilidade para adentrar a área de responsabilidade do Centro Meteorológico Regional Especializado (CMRE) de Reunião, onde foi classificado como uma perturbação tropical e recebeu a designação "08R". Naquela noite, as condições meteorológicas começaram a ficar mais favoráveis novamente, e novas áreas de convecção profunda começaram a se formar em associação à perturbação. Com isso, o CMRE de Reunião classificou o sistema para uma depressão tropical no início da madrugada (UTC) de 5 de janeiro. Com a significativa diminuição do cisalhamento do vento, a perturbação começou a ficar mais bem definida, o que levou ao JTWC emitir mais uma vez o AFCT ainda naquela madrugada. Ainda em 5 de janeiro, o CMRE de Reunião desclassificou o sistema para uma perturbação e tornou a classificá-lo para uma depressão tropical. No início da madrugada (UTC) de 6 de janeiro, o sistema já apresentava organização suficiente para que o JTWC o classificasse para um ciclone tropical significativo, atribuindo-lhe a designação "07S".

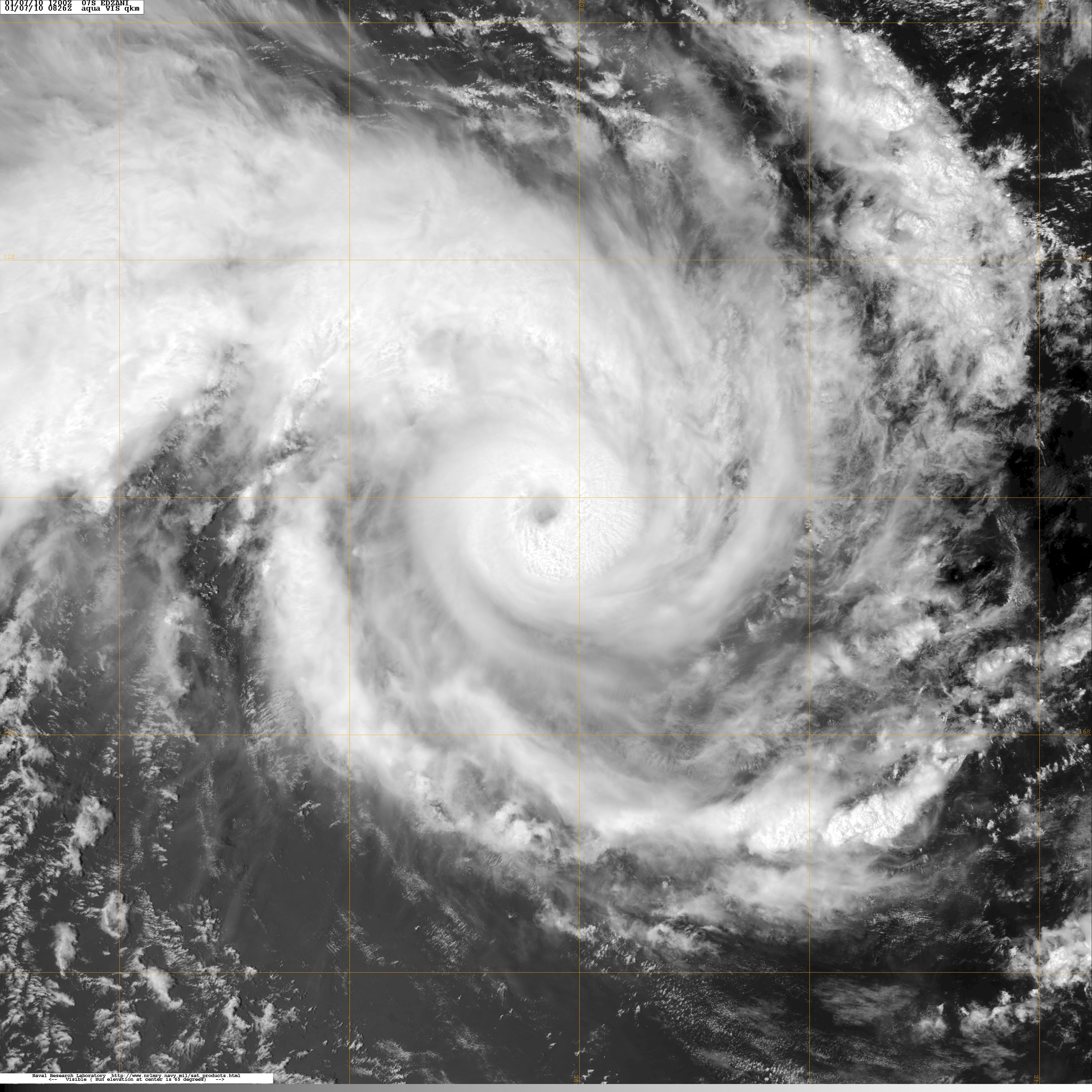
O ciclone tropical Edzani em 7 de janeiro

Poucas horas depois, o CMRE de Reunião classificou o sistema para a quinta tempestade tropical moderada da temporada, atribuindo-lhe o nome "Edzani". Na madrugada de 7 de janeiro, Edzani começou a se intensificar mais rapidamente assim que o cisalhamento do vento diminuía e os fluxos de saída de altos níveis ficavam mais bem estabelecidos. Naquele momento, um olho começou a se formar no centro de suas áreas de convecção profunda. Com isso, o CMRE de Reunião classificou Edzani para uma tempestade tropical severa. A partir de então, Edzani começou a sofrer rápida intensificação. Suas áreas de convecção profunda tinham se compactado em torno de um olho bem definido, e o ciclone apresentava excelentes fluxos de saída de altos níveis.
Com isso, o CMRE de Reunião classificou Edzani para um ciclone tropical na escala de classificações de ciclones tropicais utilizada pela Météo-France, a agência meteorológica da França, ainda na manhã (UTC) de 7 de janeiro, e para o segundo ciclone tropical intenso da temporada mais tarde naquele dia. Sobre águas quentes e condições meteorológicas excelentes, Edzani continuou a se intensificar rapidamente, e no início da tarde (UTC) de 8 de janeiro, Edzani tornou-se o primeiro ciclone tropical muito intenso no Oceano Índico Sudoeste desde o Ciclone Juliet, na temporada de 2004-2005, segundo o CMRE de Reunião. Naquele momento, Edzani atingiu seu pico de intensidade, com ventos máximos sustentados de 260 km/h (1 minuto sustentado), segundo o JTWC, intensidade equivalente a um furacão de categoria 5 na escala de furacões de Saffir-Simpson, ou 220 km/h (10 minutos sustentados) e uma pressão atmosférica central mínima de 905 hPa, segundo o CMRE de Reunião.
A partir de então, Edzani começou a se enfraquecer assim que seguia para águas mais frias. Ao mesmo tempo, Edzani começou a seguir mais para sudoeste assim que um cavado de médias latitudes começou a enfraquecer a alta subtropical que guiava o ciclone. Com o enfraquecimento do ciclone, o CMRE de Reunião desclassificou Edzani para um ciclone tropical intenso no início da madrugada (UTC) de 9 de janeiro. Durante todo aquele dia, Edzani continuou a se enfraquecer, e seus fluxos de saída de altos níveis começaram a ficar menos estabelecidos, causando o aumento da desorganização do ciclone e de seu olho. Com isso, o CMRE de Reunião desclassificou mais uma vez Edzani, desta vez para um simples ciclone tropical durante a manhã (UTC) de 10 de janeiro. Seguindo para sul-sudoeste, Edzani continuou a se enfraquecer, e seu olho desapareceu completamente naquela tarde. No início da madrugada 11 de janeiro, os fluxos de saída ficaram comprometidos com a presença de um cavado de altos níveis, dissipando boa parte das áreas de convecção profunda associadas. Ao mesmo tempo, Edzani começou a seguir para sul-sudeste assim que outro cavado de médias latitudes enfraqueceu mais uma vez a alta subtropical que o guiava. Com o contínuo enfraquecimento do ciclone, o CMRE de Reunião desclassificou Edzani para uma tempestade tropical severa ainda naquela madrugada.
Ainda naquele dia, o cisalhamento do vento aumentou, deslocando as áreas remanescentes de convecção profunda para fora do centro ciclônico, enfraquecendo ainda mais o sistema, e o CMRE de Reunião desclassificou Edzani para uma tempestade tropical moderada ainda no início daquela tarde. Em 12 de janeiro, Edzani já não mais apresentava áreas de convecção profunda. No entanto, o sistema começou a se tornar um ciclone extratropical mesmo sem entrar em contato com a zona baroclínica, uma região com condições meteorológicas instáveis, o que é incomum para ciclones tropicais que se tornam ciclones extratropicais. Devido à extratropicalização de Edzani, o CMRE de Reunião desclassificou o sistema para uma depressão extratropical e emitiu seu aviso final sobre o sistema. O JTWC chegou a emitir o aviso final sobre Edzani naquela madrugada, mas a transição extratropical de Edzani foi interrompida assim que o sistema voltou a seguir para sudoeste, permitindo que o ciclone voltasse a seguir para sudoeste, sobre águas mais quentes. Com isso, o JTWC manteve os seus avisos regulares sobre o sistema naquele dia. No entanto, a intrusão de ar mais frio induziu novamente a transição extratropical de Edzani na manhã (UTC) de 13 de janeiro. Finalmente, na noite de 14 de janeiro, o JTWC emitiu seu aviso final sobre Edzani assim que o ciclone completava a sua transição para um ciclone extratropical enquanto seguia rapidamente para sudeste.

## Preparativos e impactos
Como Edzani não ameaçou ou atingiu regiões costeiras, nenhum alerta ou aviso de ciclone ou tempestade tropical foi necessário. Pelo mesmo motivo, Edzani não causou qualquer impacto à sociedade humana. Além disso, nenhum navio ou estação meteorológica registrou a sua passagem; o ciclone foi monitorado exclusivamente com base em imagens de satélite.